# 瓦塘镇 (兴县)
瓦塘镇，是中华人民共和国山西省吕梁市兴县下辖的一个乡镇级行政单位。

## 行政区划
瓦塘镇下辖以下地区：
瓦塘村、王家峁村、前石门村、后石门村、裴家津村、前北会村、后北会村、张家洼村、后南会村、郑家塔村、圪针龙村、刘家峁村、杨家塔村、赵家塔村、武家塔村、兴汉村、沙沟庙村、裴家川口村、后彰和焉村、前彰和焉村、柳叶村、姚家会村、裴家湾村和任家湾村。

## 交通
2014年12月30日通车的瓦日铁路由该镇前往山东日照。